# Shimen (sockenhuvudort i Kina, Henan Sheng, lat 33,29, long 112,48)
Shimen (kinesiska: 石门乡) är en sockenhuvudort i Kina. Den ligger i provinsen Henan, i den centrala delen av landet, omkring 200 kilometer sydväst om provinshuvudstaden Zhengzhou. Antalet invånare är 30 390. Befolkningen består av 14 579 kvinnor och 15 811 män. Barn under 15 år utgör 25,0 %, vuxna 15-64 år 66 %, och äldre över 65 år 8,0 %.
Runt Shimen är det tätbefolkat, med 849 invånare per kvadratkilometer. Närmaste större samhälle är Huangludian, 14,5 km öster om Shimen. Trakten runt Shimen består till största delen av jordbruksmark.
Genomsnittlig årsnederbörd är 919 millimeter. Den regnigaste månaden är augusti, med i genomsnitt 169 mm nederbörd, och den torraste är januari, med 5 mm nederbörd.